# Cane di mannara
Il cane di mannara, oggi detto anche mastino siciliano o pastore siciliano, è un'antichissima razza canina originaria della Sicilia, da sempre adibita alla guardia delle greggi e della masseria. Il suo nome deriva dal termine mànnara (mànnera, o mànnira), con il quale venivano indicati i tipici ricoveri in pietra entro i quali venivano fatti rientrare gli animali la notte.
È una razza riconosciuta dal 2017 dalla FCI, facente parte del gruppo delle razze italiane canine estinte o in via di estinzione; infatti, esistono ancora pochi esemplari che negli ultimi decenni non sono stati incrociati con altre razze al punto da comprometterne le tipicità. Fortunatamente alcuni allevatori siciliani continuano ad impegnarsi nel recupero e mantenimento del cane di mannara.
Nell'inteso significato comune pastorale e contadino "u cani 'i mànnira" denominato in passato in alcune parti della Sicilia "bastarduni" (anche per via del carattere burbero nei confronti degli estranei) era considerato ignorantemente da alcuni un cane non di razza, cosa che ha comportato nel tempo l'abbandono di tale razza specialmente con l’arrivo in Sicilia e presso le masserie di nuove razze da pastore più rinomate, riconosciute e di moda anni addietro. In realtà, in generale i vecchi pastori e contadini ricordano molto bene il cane di mannara come una razza a sé e con caratteristiche comportamentali, fisiche e di rusticità decisamente superiori rispetto ad altre razze di cani da pastore e/o molossoidi da pastore intromesse negli anni in Sicilia.

## Storia
Cane molto antico, appartenente al ceppo molossoide, le cui origini sembrano risalire all'età del bronzo. È considerata la razza italiana più antica insieme al Cirneco dell'Etna.
La prima citazione ad un cane di tipo molossoide simile al cane di mannara è negli scritti di Ninfodoro di Siracusa (IV - III secolo a.C.), così come riferisce l'erudito e filosofo romano grande conoscitore della lingua greca classica Claudio Eliano (circa 170 – 235 d.C.). Questi scrive, nel suo De Natura Animalium, di cani sacri presenti numerosi nei pressi del tempio di Adrano e del suo boschetto, che «… superano in grandezza e bellezza i cani molossi». E ancora: «… senza fare alcuna distinzione tra stranieri o persone del luogo. Diverso è il loro comportamento durante la notte, quando essi accompagnano con grande benevolenza, a guisa di guida e scorta, quelli già ubriachi e coloro che non si reggono in piedi lungo il cammino, riconducendoli ciascuno alla propria casa. Fanno però espiare il giusto castigo a coloro che, nell'ubriachezza commettono empietà: Difatti li assalgono e lacerano la loro veste, e tal punto li fanno rinsavire. Ma sbranano in maniera crudelissima coloro che provano a rubare».
È interessante notare il comportamento di questo cane, così come descritto, con il comportamento dei più tipici cani da pastore.
Si hanno notizie concrete della sua esistenza in alcuni libri popolari di Luigi Natoli quali I Beati Paoli o La vecchia dell'aceto.
Si tratta di una razza che subisce pesantemente il problema della non selezione e del non riconoscimento da parte di alcun ente cinofilo. La sua conservazione, da secoli, è stata affidata ai pastori siciliani, che ne hanno preservato, almeno fino al 1950, le sue tipicità morfologiche, caratteriali e attitudinali.
Nel 1935, con la scomparsa ufficiale del lupo dalle terre siciliane, inizia la decadenza inesorabile per questa antica razza, che subisce negli anni anche la moda dei cani "esteri", con cui spesso è stata incrociata.
Il 2 Ottobre 2014 l'ENCI delibera l’attivazione del Registro Supplementare Aperto (R.S.A.) per la razza. Il 14 Marzo 2023 la immette nel Registro Supplementare Riconosciuti (R.S.R.).
Nella seduta del 11 Maggio 2023 la Commissione Eredità Immateriali presso l'Assessorato dei Beni Culturali e dell'Identità Siciliana accoglie all'unanimità la richiesta di iscrizione del bene "Il Mastino Siciliano o Cane di Mannara: la tradizione e l'allevamento di un fidato guardiano siciliano" nel Registro delle Eredità Immateriali della Sicilia, inserendolo nel "Libro dei Mestieri, Saperi e Tecniche".

## Descrizione

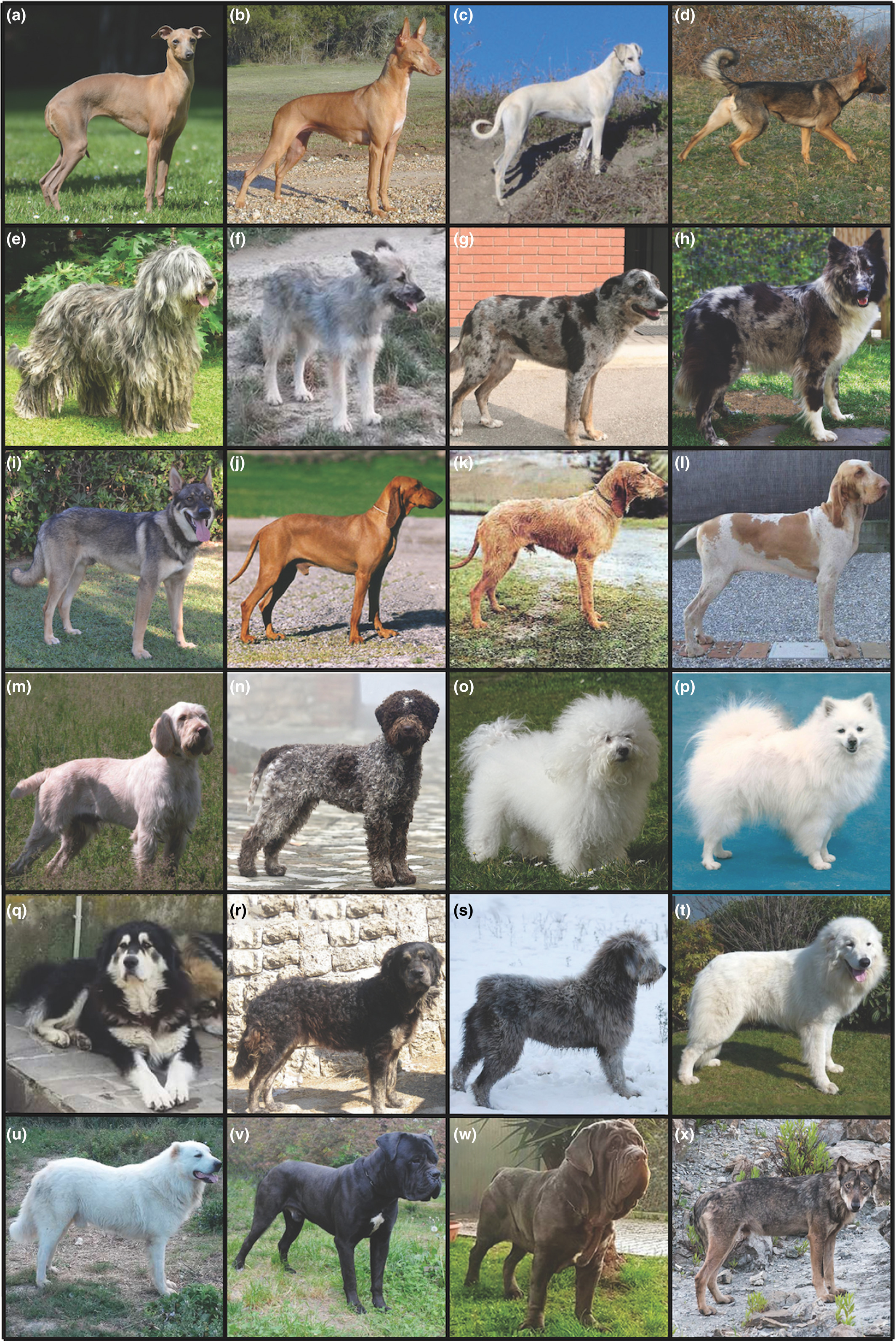
Le 24 Razze italiane note, tra cui il cane di mannara (r), delle quali 14 riconosciute a livello internazionale.

È un cane prettamente da lavoro, resistente alle malattie ed agli sbalzi termici tipici della Sicilia, perfettamente adattato alla vita delle campagne siciliane ed invece poco adatto ad una vita sedentaria o in un condominio.
I pochi esemplari di cane di mannara ancora esistenti sono il frutto di una selezione che nei secoli ha privilegiato le doti pratiche e funzionali piuttosto che quelle estetiche.
Si raccolgono numerose testimonianze a riguardo dell'incredibile resistenza di questa razza ad alcune tipiche malattie che ha dovuto affrontare nel corso dei secoli nella zona Mediterranea, come la leishmaniosi: esemplari contagiati hanno potuto continuare a svolgere il proprio lavoro da cane pastore senza presentare sintomi gravi anche oltre ai dieci anni di età.
La sua struttura fisica è di tipo mesomorfo, con occhi in posizione sub frontale, orecchie attaccate in altezza media e piccole in proporzione alla testa, assi cranio-facciali paralleli; la groppa è alta rispetto al garrese, la taglia grande, ed il pelo da ondulato a molto ondulato o a riccioli larghi, di lunghezza medio-lunga; il colore del mantello può essere di tutte le sfumature del fulvo dal mogano al crema, nero, nero focato con distribuzione "black and tan" senza o con presenza del bianco, grigio, grigio focato, pulce (fegato chiaro) con distribuzione del bianco più o meno estesa a formare pezzature o la cosiddetta distribuzione "a monaca" (estese macchie bianche su gola, petto, collo, calzini e punta della coda) e tigrato associato ai suddetti colori. Coda a scimitarra o portata alta ricadente sulla groppa, quasi sempre sono presenti gli speroni semplici o doppi agli arti posteriori.

## Carattere
Il cane di mannara non ha mai subito nel corso della storia un'eccessiva selezione da parte dei pastori, che tutt'al più lasciavano alla natura il compito di stabilire quali esemplari dovessero sopravvivere e quali no, favorendo lo sviluppo dei ceppi più rustici e robusti. Ciò comporta, tra le altre cose, una certa variabilità anche sotto il punto di vista caratteriale degli esemplari.
In generale, poiché da sempre adibito alla guardia delle greggi e delle proprietà, il mànnara è diffidente nei confronti degli estranei. Un esemplare equilibrato tuttavia non dovrebbe mai manifestare aggressività immotivata, e difende fisicamente la sua proprietà o i suoi animali soltanto quando provocato o messo alle strette.
Coi membri umani della sua famiglia, come citato dallo standard di razza, è calmo e docile; talvolta affettuoso, talvolta riservato, particolarmente attento nei confronti dei bambini e degli anziani. Un esemplare può anche essere sufficientemente ubbidiente, pur conservando un carattere deciso e sicuro di sé: di certo è bene non umanizzarlo o addestrarlo oltre un certo limite, poiché il cane non si presterebbe a ciò e dunque vorrebbe dire snaturarlo.
Segno distintivo della razza è la sua indole tranquilla nei confronti degli animali ad esso affidati. Presso i pastori siciliani era usanza comune lasciare che le femmine in gravidanza stabilissero (di propria sponte) il proprio giaciglio tra le pecore o le capre.

## Galleria d'immagini

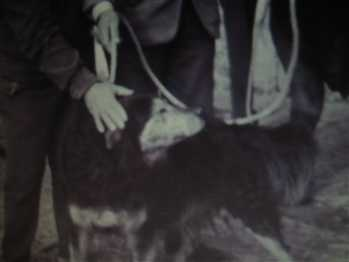
Foto storica d'esemplare nero con focature
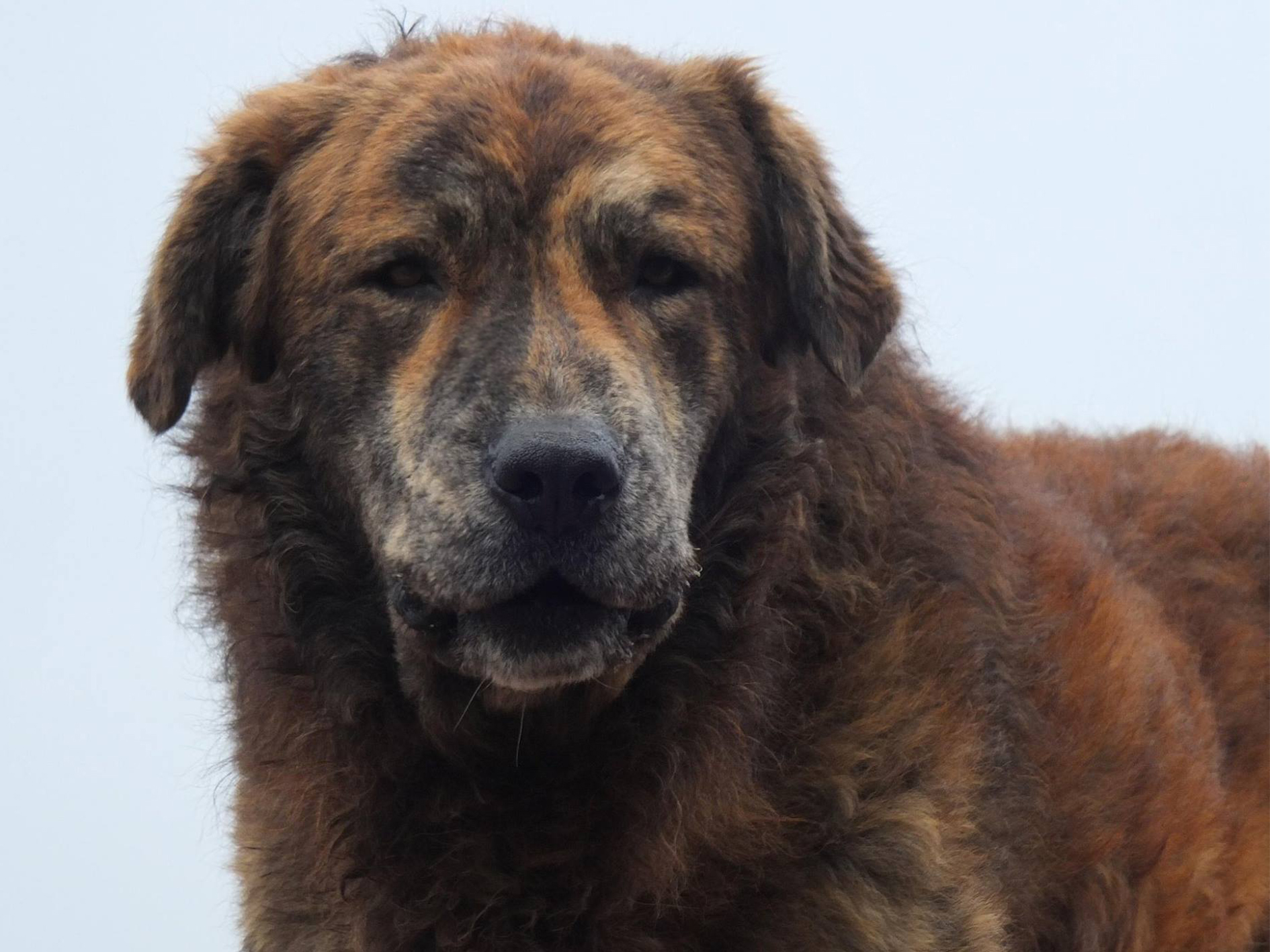
Esemplare maschio, vista frontale della testa
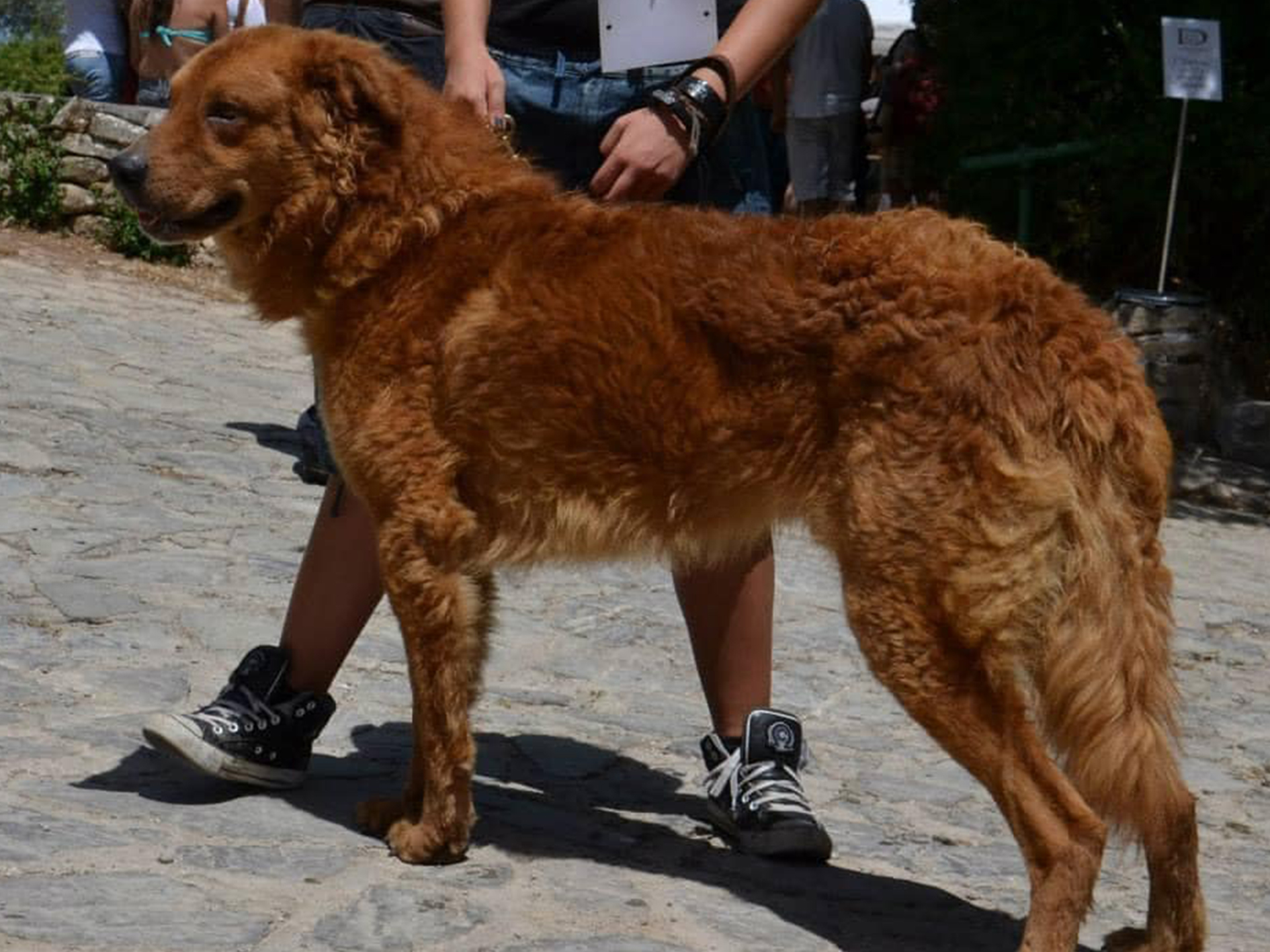
Esemplare maschio, manto fulvo a ricci larghi
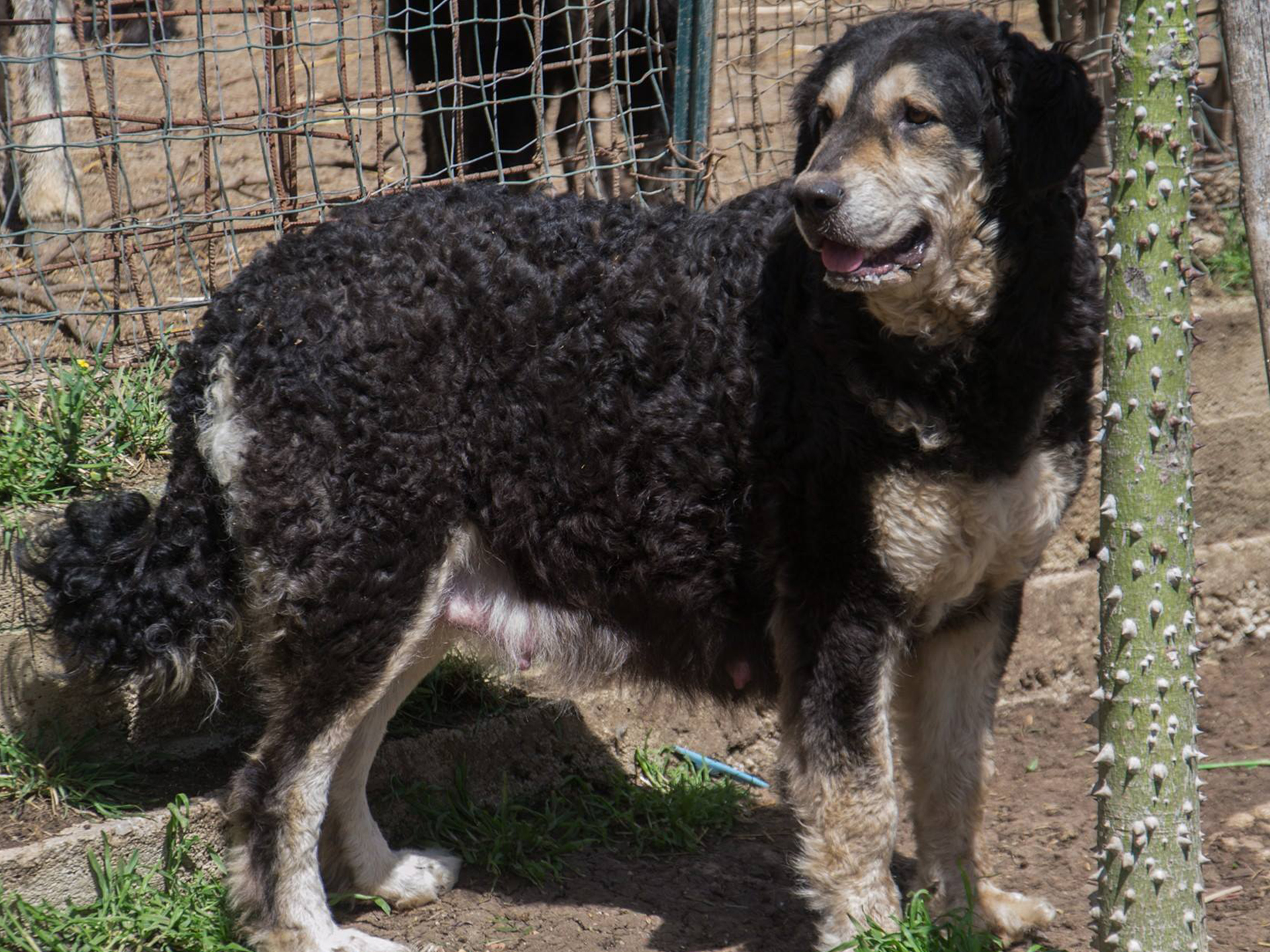
Femmina di cane di mannara in gravidanza
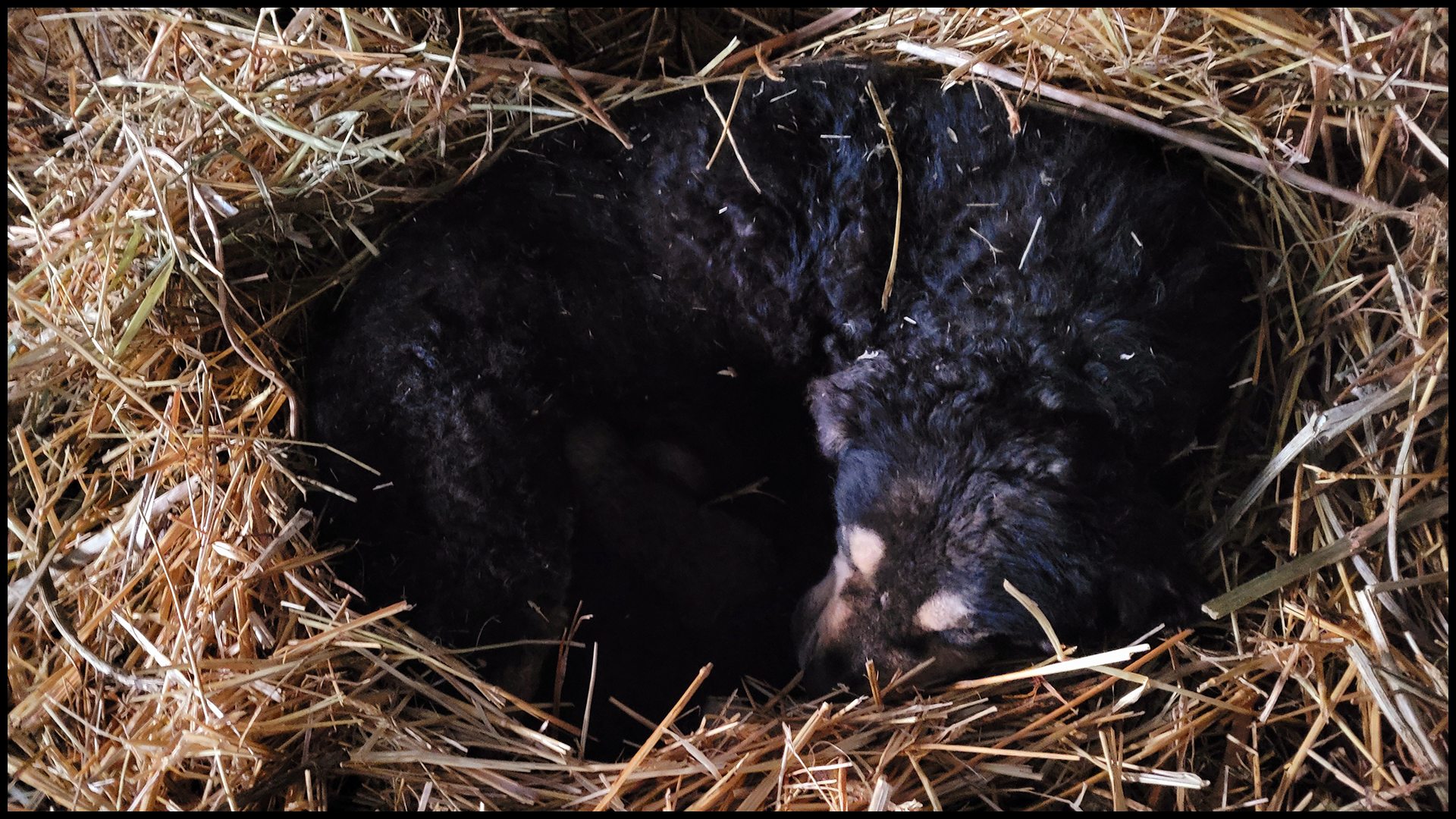
Madre scalda i cuccioli, giaciglio nella "mannara"
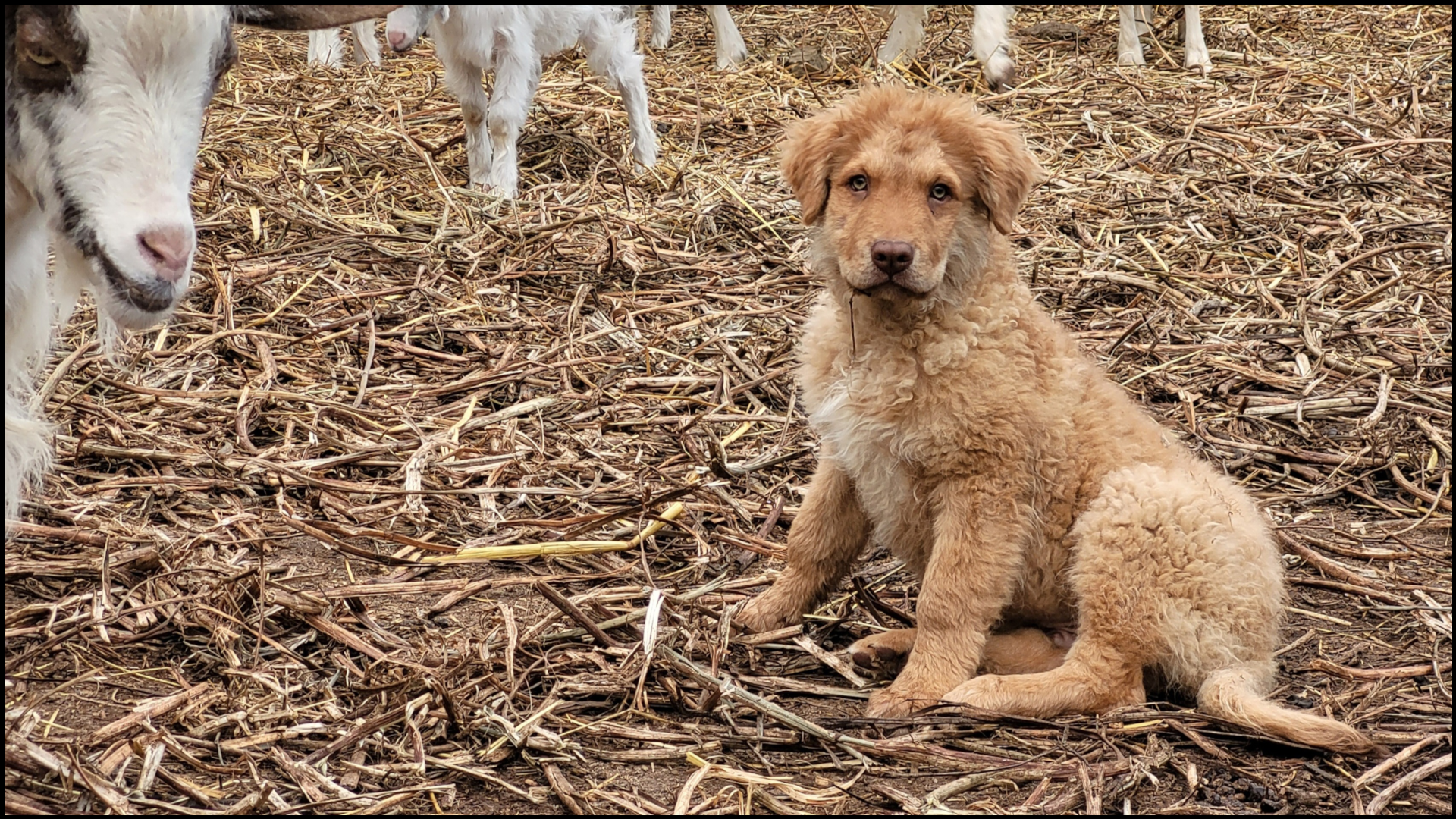
Cucciolo di cane di mannara di due mesi tra le capre girgentane
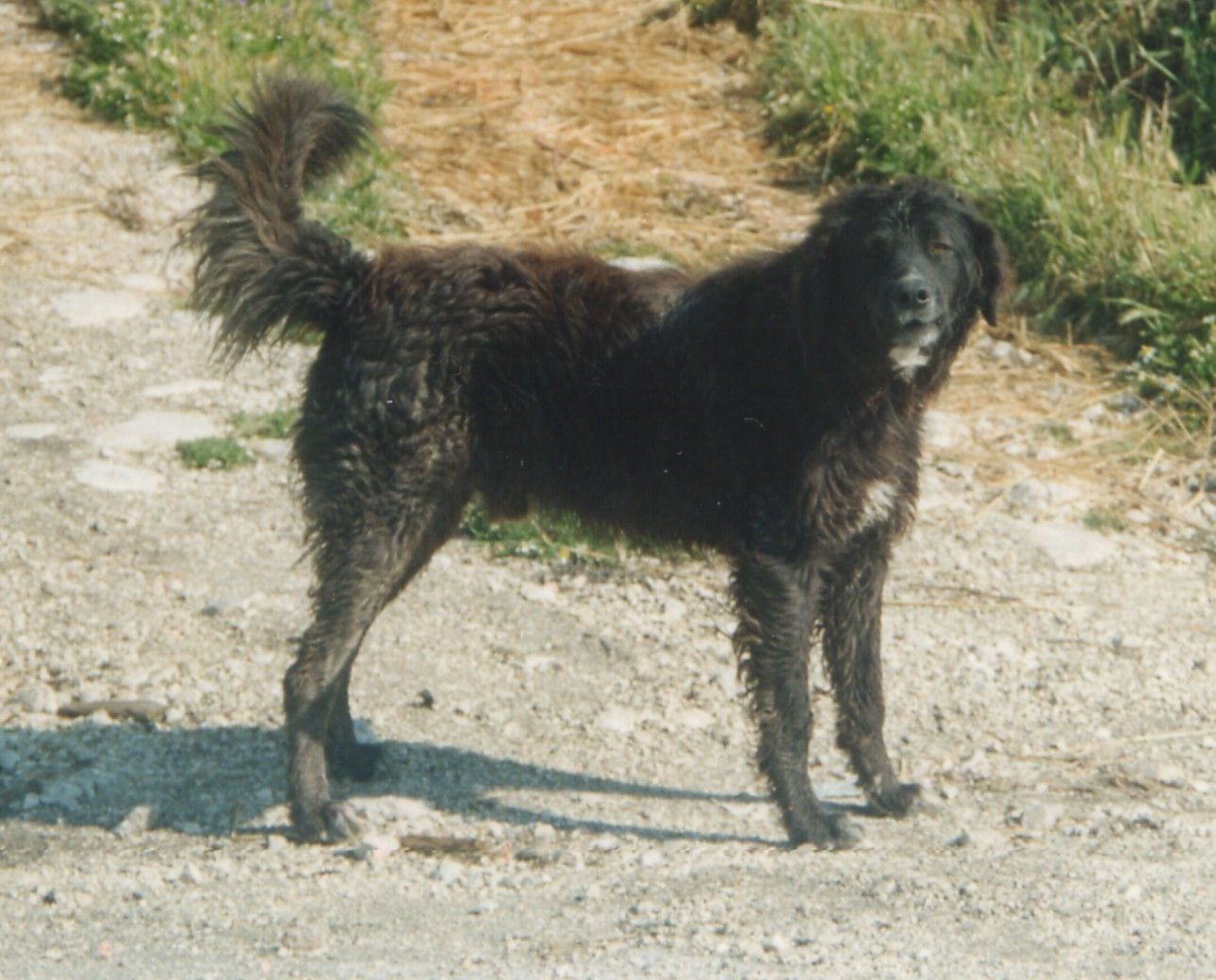
Esemplare di cane di mannara dal manto nero